# Кюра
Кюра́ (лезг. Куьре́) — историческая и географическая область (провинция) в Южном Дагестане (в историческом контексте Кюра — Средений Дагестан), одна из основных областей расселения лезгин. Расположена между рекой Самур на юге и областью Табасаран на севере. Территориально в целом соответствует современным Курахскому, Сулейман-Стальскому,  Магарамкентскому и частично Хивскому районам Дагестана. Историческая часть Лезгистана.

## Этимология
Название региона происходит от арабского кюра — «область», «округ»
Лезгинская область Кюре названа не по аналогии с р.Курой, а от арабского кюра — «область», «округ»
.

## История
В Кюра изначально отсутствовала феодальная власть и лезгины не имели над собой ханов и беков. Кюра состояла из лезгинских вольных обществ: Котуркюринский, Чилейский, Кабирский, Ахмарлинский, Курахский, Картасский, Гюнейский, Стал-чиле и Гюгджейский. В 1812 году российской администрацией создаётся Кюринское ханство. 

В своем сочинении, известный военный историк Павел Зубов писал следующее:
Жители Кюринской области отличные наездники и считаются в числе лучших воинов в Лезгистане..
.О лезгинах Кюры И.Гербер писал:
Курали, также и курей, народ один.  Оные между собою не только за едино стоят, но хаси-кумыки и нижние дагистанцы с ними крепко соединились.Оные не имеют ни пашен, ни сох и рукодельную работу не любят, только одним воровством питаются и того ради непрестанно малыми партиями в Мушкур, в Кубу, в Табасаран и в Шабран впадают и крадут тайно и явно что им нападется, ни скотина, ни пощади от их нападков небезопасны, по пашням и лугам не может быть проезжих людей. Есть ли могут осилить, то все убивают и обирают; те, в близости их лежащие деревни, их не только с охотою на воровство пропускают, но и тайно помощь чинят, чтоб оные их не грабили и в покое оставили; только где оные пойманы бывают, то им прощения нет и головы их снимают; оные люди доброконные и оружейные, отчаянные и отважные.

Известный российский историк П.Бутков область Кюра описал следующему образу:
Область Кюра или Кура, обитаема Лезгами, лежит в горах, между табассаранского и кубинского владений.

Известный голландский художник, К.Брюйн побывавший в начале XVIII века в Дербенте писал:
На день пути от Дербента живут разбойники, называемые керелек (Koeraloek), то есть кюринские лезгины.